# Hieracium apricorum
Hieracium apricorum là một loài thực vật có hoa trong họ Cúc. Loài này được Dichtl mô tả khoa học đầu tiên năm 1884.